# 斯莫爾霍斯 (肯塔基州)
斯莫爾霍斯（英語：Smallhous）是位於美國肯塔基州俄亥俄縣的一個非建制地區。

## 地理
斯莫爾霍斯所處的海拔為高於海平面121米（即397英呎），而該地所採用的時區為UTC-6，即北美中部時區（CST）。同時該地設有夏令時間，為UTC-6調快一小時，即UTC-5（CDT）。